# Evandro Matté

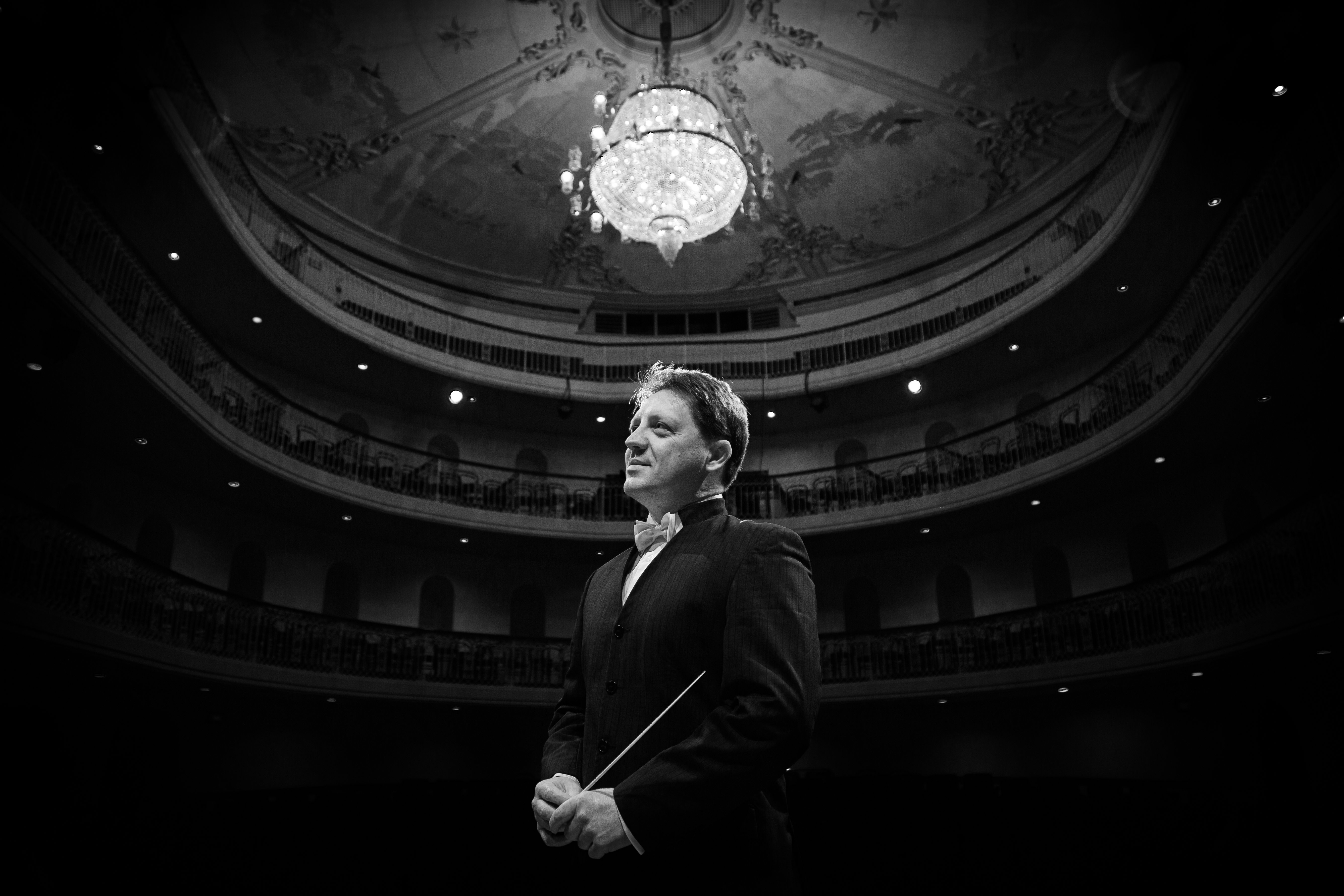
Maestro Evandro Matté.

Evandro Matté (Caxias do Sul, Brasil) é um maestro, trompetista e professor brasileiro.
Iniciou seus estudos musicais com sete anos ao ingressar na banda do Colégio Madre Imilda em Caxias, escolhendo o trompete como seu instrumento e aprendendo de maneira autodidata. Com 15 anos já tocava bem o bastante para ingressar na Orquestra Sinfônica de Caxias do Sul e dois anos depois se mudou para Porto Alegre para estudar Engenharia Civil. Chegou a concluir o currículo mas não se graduou, decidindo seguir carreira na música. Ao mesmo tempo estudava na Escola de Música da Orquestra Sinfônica de Porto Alegre (OSPA). Em seguida graduou-se bacharel em trompete pela UFRGS e fez aperfeiçoamentos na França e Estados Unidos, quando começou a se interessar pela regência, fazendo vários cursos paralelos.
Voltando ao Brasil, passou no concurso para trompetista da OSPA em 1990, assumiu a direção da Orquestra de Sopros de Novo Hamburgo e participou de vários festivais, enquanto prosseguia nos estudos superiores de regência participando de master classes com destacados maestros como Kurt Masur. Percebendo que a sobrevivência de uma orquestra depende muito de parcerias e contatos e de bons administradores para estruturar e manter os projetos e sustentar seu financiamento, fez cursos de Gestão Empresarial com foco em Cultura e obteve um mestrado na Fundação Getúlio Vargas.
Sua carreira como maestro ganhou impulso a partir de 2007 ao ser indicado para comandar a Orquestra Unisinos Anchieta, uma das mais importantes do estado do Rio Grande do Sul, gravando discos e desenvolvendo projetos de educação musical infanto-juvenil. Foi o idealizador e é diretor artístico do Festival Internacional SESC de Música de Pelotas, que desde a primeira edição em 2011 se revelou um evento importante, trazendo professores e músicos renomados de vários países, e hoje é um dos principais da América do Sul em seu gênero.
Em 2015 se tornou diretor artístico e maestro titular da OSPA, e em sua gestão conseguiu a cessão do Palacinho para sediar a Escola de Música, contratou novos músicos, criou o Coro Jovem, reativou o programa de excursões, e levou a uma conclusão positiva o antigo projeto de obter uma sede própria para a orquestra que incluísse uma sala de concertos, que se tornou a Casa da Música da OSPA, instalada em um amplo espaço do Centro Administrativo do Estado. É também diretor artístico da OSPA Jovem, a sinfônica da Escola de Música, que em 2015 venceu o Prêmio Funarte de Apoio a Orquestras. Em 2018 acumulou a titularidade da Orquestra Theatro São Pedro, tornando-se uma figura de grande destaque na cena musical do estado liderando as três principais orquestras e o principal festival erudito. No mesmo ano recebeu o Troféu Conselho Estadual da Cultura. Por sua contribuição cultural ao desenvolvimento das artes francesas no Brasil, em 2019 foi condecorado pelo Ministério da Cultura da França com a insígnia de cavaleiro da Ordem das Artes e das Letras.
Atuou como maestro convidado da Orquestra Sinfônica Municipal de Campinas, da Orquestra de Câmara Eleazar de Carvalho de Fortaleza, da Orquestra do Estado de Mato Grosso, da Orquestra Sinfônica do Paraná, e de orquestras do Uruguai, Argentina, China, República Checa, Croácia, Alemanha, Itália e Estados Unidos. Foi também membro do júri do Prêmio Açorianos de Música de 2009, professor de trompete na Universidade de Passo Fundo, coordenador cultural da Unisinos, coordenador do projeto social Vida com Arte, professor do curso de Gestão Cultural e coordenador do curso de Especialização em Gestão Cultural da universidade.